# Felsritzung von Slagsta

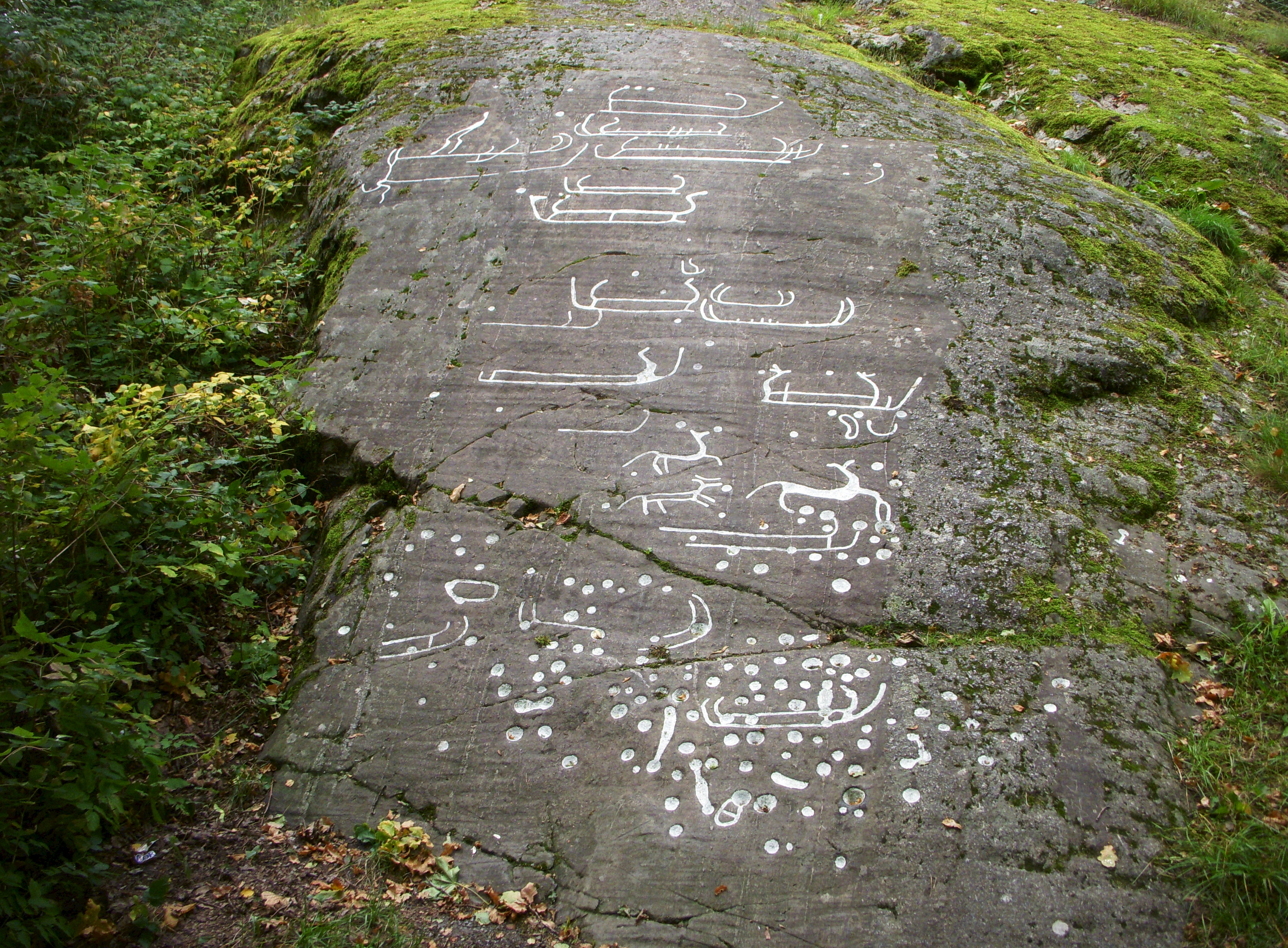
Felsritzung von Slagsta

Die 1971 bei Straßenbauarbeiten zufällig entdeckte Felsritzung von Slagsta (schwedisch Slagsta hällristning) bei Slagsta in der Gemeinde Botkyrka ist die größte bronzezeitliche Felsritzung in Stockholms län in Schweden. Die Gesamtfläche beträgt 4,8 × 3,3 m.
Die Ritzung wird auf 1800–500 v. Chr. datiert, wurde aber wahrscheinlich während der späten Bronzezeit gestaltet. Sie besteht aus 17 Schiffsbildern, drei Tierfiguren, zwei oder drei unbestimmten Figuren, einer menschlichen Figur, einer Fußsohle und rund 170 Schälchen. Die menschliche Figur ist mit charakteristisch geformten starken Waden dargestellt. Darunter befindet sich eine flach geritzte Schiffsdarstellung. 
Der völlig überwucherte, unbekannte Aufschluss wurde vom Archäologen Rudolf Hansson untersucht. Die Straßenbehörde veränderte in letzter Minute die Ausrichtung der Straße Botkyrkaleden.

## Bilder

Slagsta
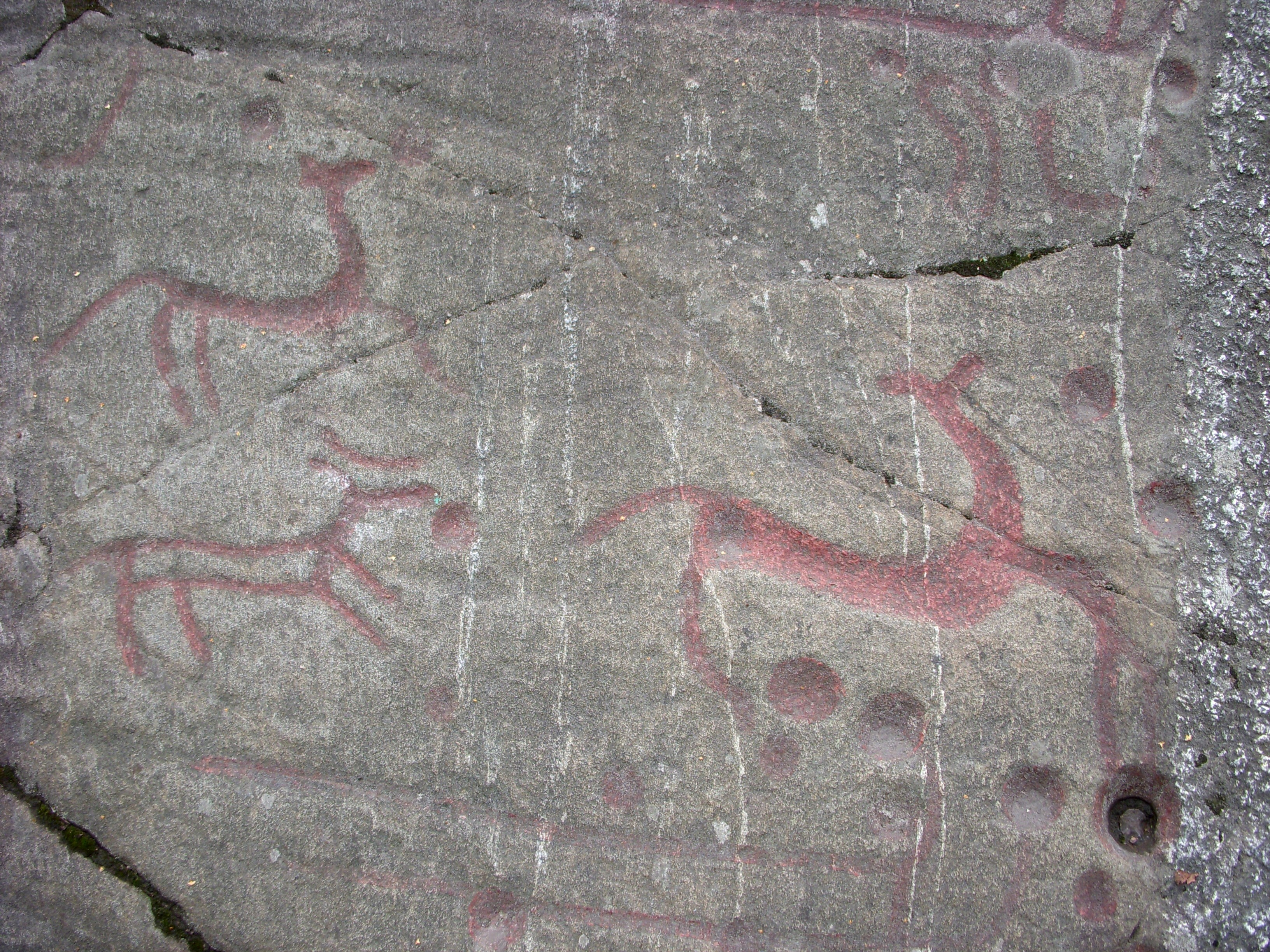
Tierfiguren
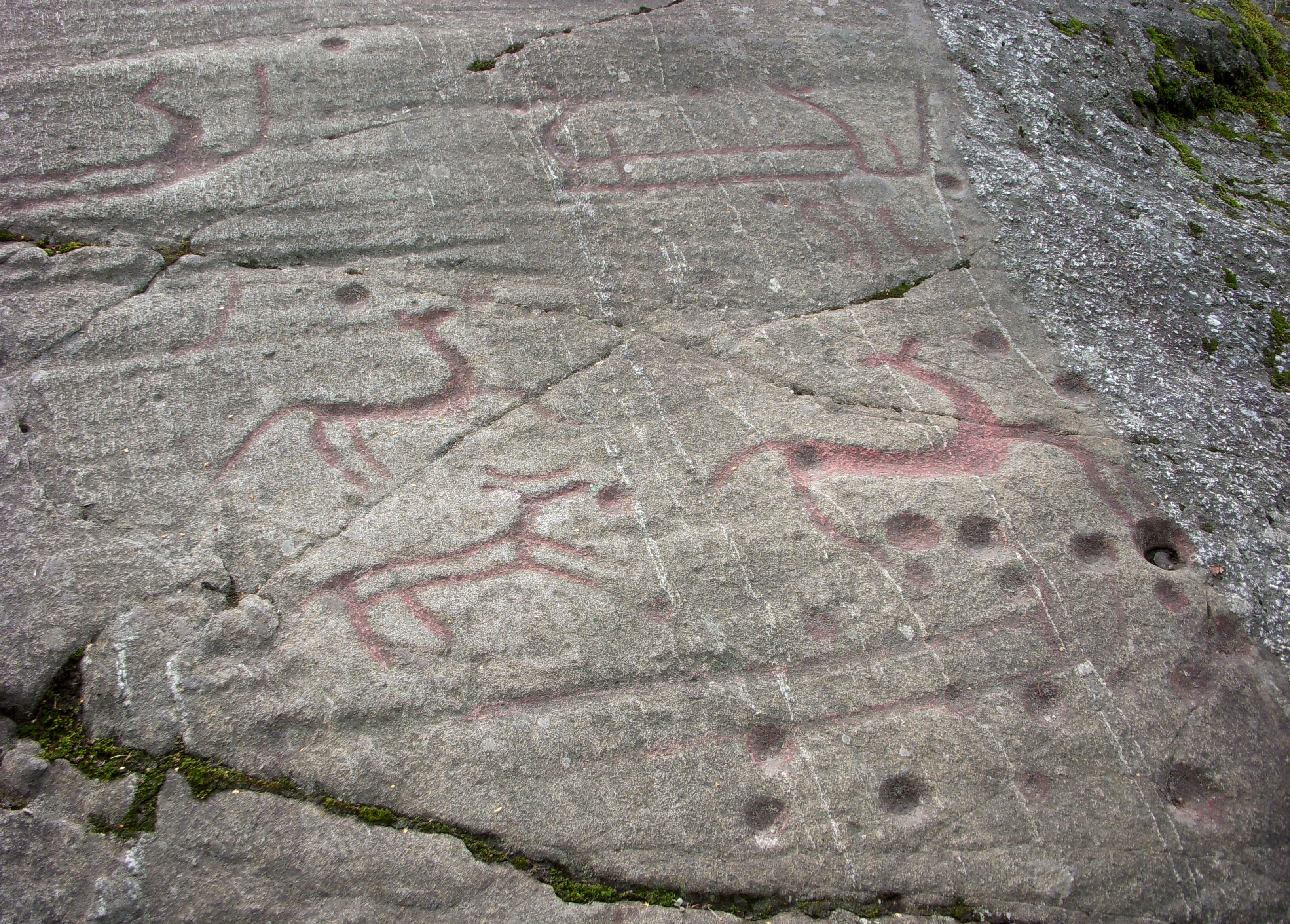
Tier und Schiffsdarstellung
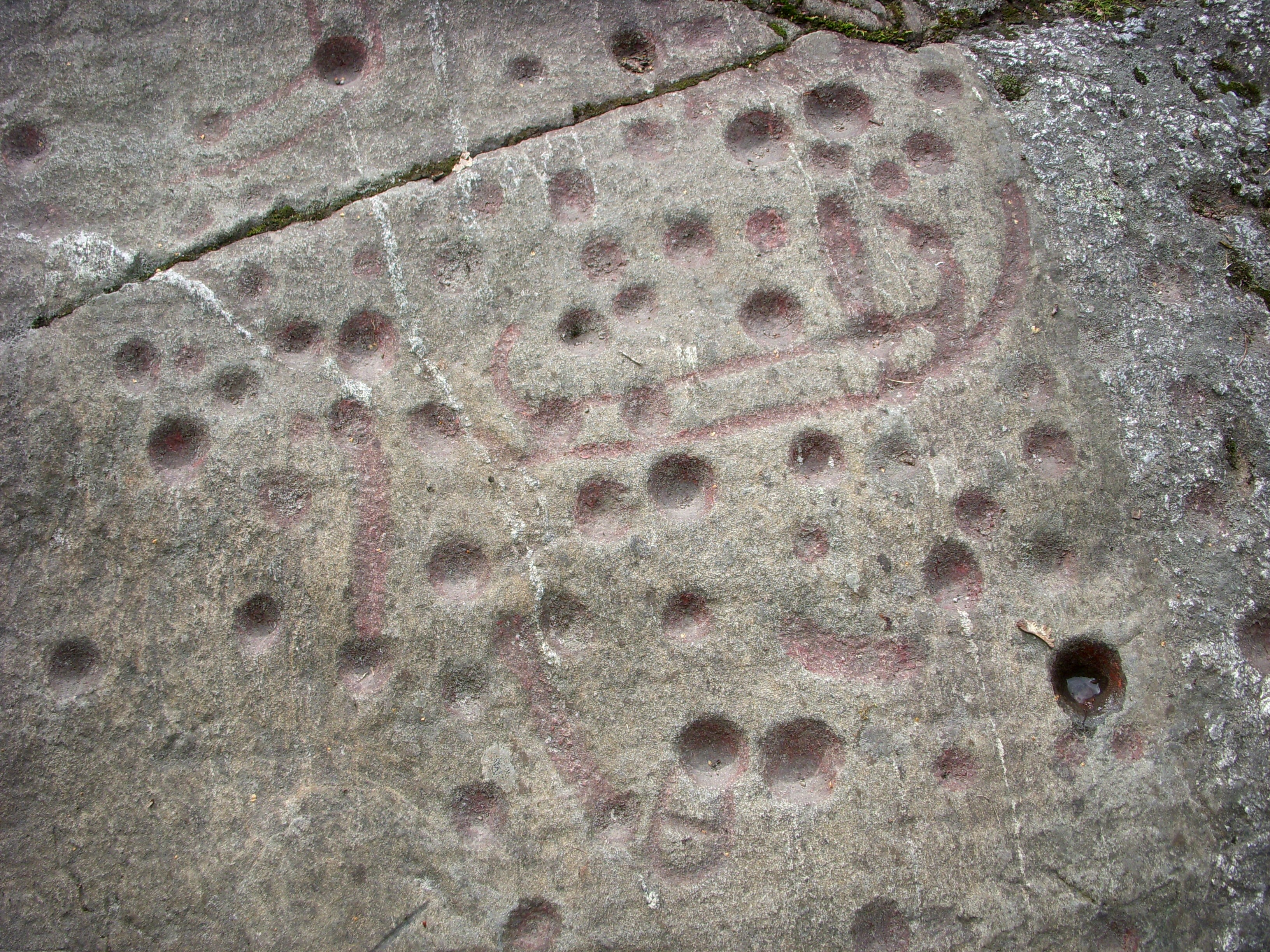
Schiffsdarstellung und Schälchen
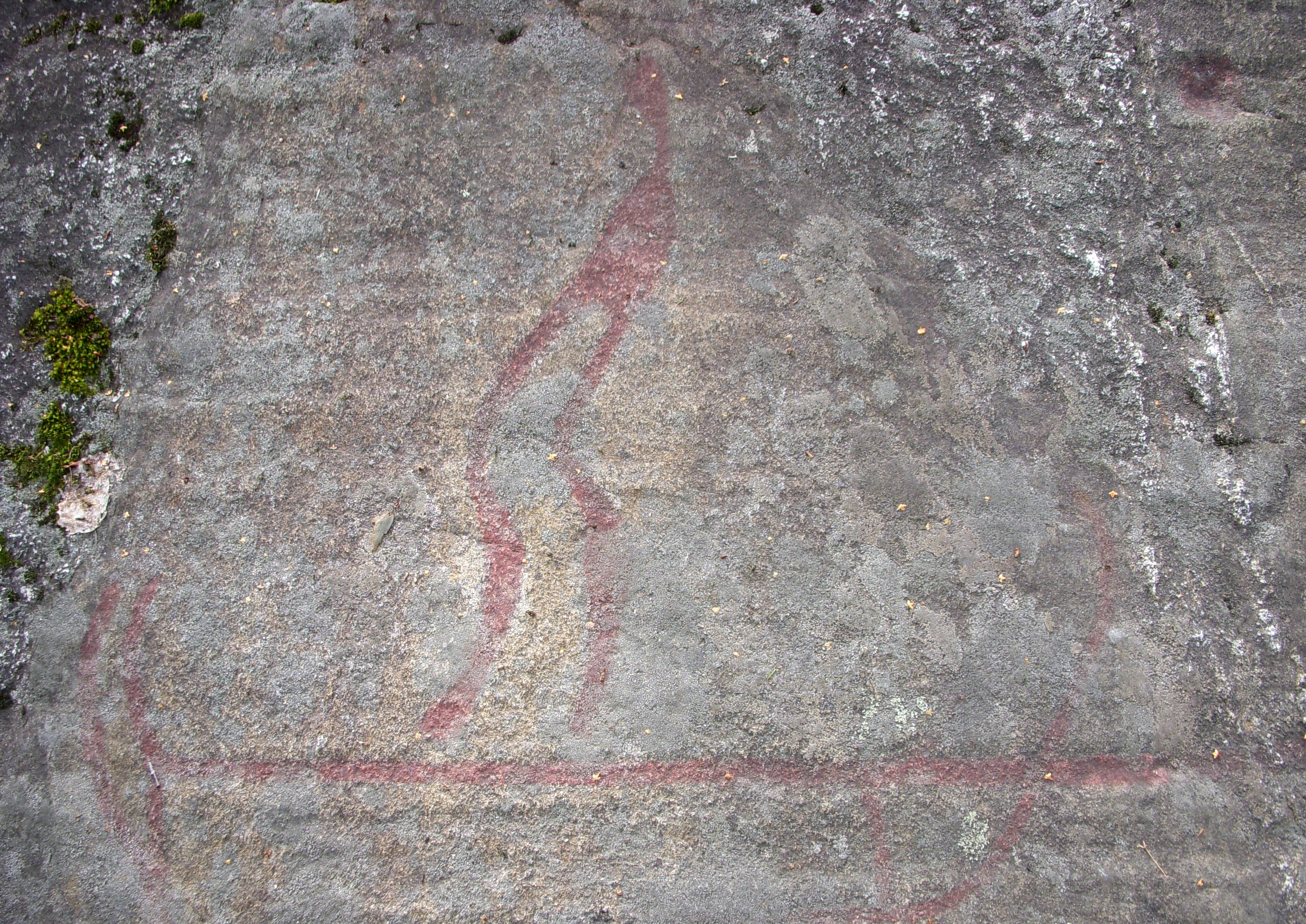
Menschenfigur